# Lisewo (województwo mazowieckie)
Lisewo – wieś sołecka w Polsce położona w województwie mazowieckim, w powiecie płońskim, w gminie Płońsk.
W latach 1975–1998 miejscowość administracyjnie należała do województwa ciechanowskiego.

## Religia
W miejscowości znajduje się rzymskokatolicka kaplica filialna parafii Joniec pw. św. Ludwika, a także zabytkowy kościół mariawicki z pocz. XX wieku, ulokowany w centralnej części wsi.

## Związani z Lisewem
Kierownikiem szkoły podstawowej w Lisewie był pułkownik Leopold Galocz, bohater spod Węgierskiej Górki.